# Bratz Ponyz
Bratz Ponyz es un videojuego de simulación desarrollado y publicado por The Game Factory para Nintendo DS. El juego forma parte de la serie Bratz Petz y llegó al mercado el 22 de junio de 2007 en Europa, el 28 de junio de 2007 en Australia y el 30 de julio del mismo año en Estados Unidos.
En Bratz Ponyz, el jugador cuida y entrena a un poni para participar en los festivales de belleza de ponis de Ponyz Town, conocidos como Passion of Fashion. La competición se lleva a cabo varias veces al año, dándole al jugador la oportunidad de desarrollar el talento artístico a través de diversos retos en torno a la moda y la belleza.
Bratz Ponyz cuenta con una secuela titulada Bratz Ponyz 2.